# Louargat
Louargat är en kommun i departementet Côtes-d'Armor i regionen Bretagne i nordvästra Frankrike. Kommunen ligger i kantonen Belle-Isle-en-Terre som tillhör arrondissementet Guingamp. År 2022 hade Louargat 2 393 invånare.

## Befolkningsutveckling
Antalet invånare i kommunen Louargat
Referens:INSEE